# Erdbeben von Vancouver Island 1946
Das Erdbeben auf Vancouver Island von 1946 ereignete sich mit einer Stärke von 7,3 auf der Magnitudenskala und traf Vancouver Island vor der Pazifikküste Kanadas am 23. Juni 1946 um 10:13 Uhr. Das Epizentrum befand sich auf dem Forbidden Plateau nordwestlich von Courtenay. Während die meisten der großen Erdbeben in der Region Vancouver an der Grenze der tektonischen Platte auftreten, war das Erdbeben von 1946 ein Ereignis mit Bezug zur Erdkruste. Die Erschütterungen waren von Portland (Oregon) bis Prince Rupert im Norden British Columbias spürbar. Es war eines der Erdbeben, das in der Geschichte von British Columbia die meisten Zerstörungen verursachte, doch waren die Schäden insofern beschränkt, als es keine dicht besiedelten Gegenden nahe dem Epizentrum gab.
Dieses Erdbeben war eines der größten in der Geschichte Kanadas. Aber das größte sicher aufgezeichnete war das Erdbeben vor den Queen Charlotte Islands 1949, ein so genanntes interplate earthquake, das am Boden des Ozeans auftrat, unmittelbar an der schroffen Küste von Graham Island, und das die Stärke 8,1 auf der Momenten-Magnituden-Skala erreichte.

## Hintergrund und Tektonik
Über die Tektonik, die das Erdbeben von 1946 verursacht hat, ist wenig bekannt. An der Oberfläche wurde kein Versatz der Erdschichten festgestellt, mit größter Wahrscheinlichkeit deswegen, weil das Epizentrum in einer Region lag, die sehr abgelegen und dicht bewaldet war. Eine umfassende Untersuchung und eine Computersimulation der seismischen Daten von über 50 Stationen hat gezeigt, dass eine mögliche Erklärung des Erdbebens eine Verwerfung sein könnte die mit einer Gebirgskette von Vancouver Island korrespondiert, die unter dem Namen Beaufort Range bekannt ist. Eine Verwerfung, die quer über Vancouver Island verläuft, und mit der Verlängerung der unter Wasser verlaufenen Nootka Fault an der Küste von British Columbia korrespondiert, kommt ebenso als Ursache in Frage. Sie ist aber eher unwahrscheinlich, da sich bei dem Erdbeben keine Anzeichen von Ausgleichungsbewegungen ergaben, die sich entlang einer Reihe von Straßen, die meistens der östlichen Küstenlinie von Vancouver Island verlaufen (genannt Island Highway) oder an anderen Straßen zwischen Courtenay und Campbell River, hätten zeigen müssen. Die Tiefe des Erdbebens wird in der Kontinentalen Erdkruste vermutet, und nicht am Rande der Cascadia subduction zone, und auch nicht in der Zone selbst. Aus diesem spezifischen Grund wurde das Epizentrum irgendwo in der Region des Forbidden Plateaus im zentralen Vancouver Island verortet.

## Schäden und Opfer

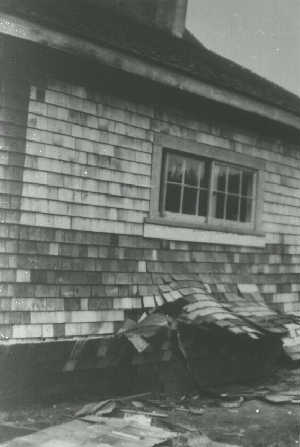
Beschädigtes Haus in Comox

Obwohl sehr große Sachschäden zu verzeichnen waren, kostete das Erdbeben die verhältnismäßig geringe Anzahl von zwei Menschenleben: Jacob L. Kingston, 69 Jahre alt, und Daniel Fidler, der 50 Jahre alt war. Kingston starb an einem Herzinfarkt, Fidler war in einem Boot unterwegs, das von einer Welle überschlagen wurde.
In Vancouver waren Schäden an vielen hohen Gebäuden zu verzeichnen die heftig oszillierten, zudem fiel ein Stück Mauerwerk einer Bahnhofsstation zusammen. Darüber hinaus zerbrach innerhalb der Stadt eine Gasleitung und es traten mehrere Stromausfälle auf. Brände brachen bei mehreren Schornsteinen auf, und mindestens eine der Hängebrücken wurde durch die Schwingungen beschädigt. Im Hotel Vancouver, in denen ältere Menschen untergebracht waren, brach ein Brand aus, so dass mehr als 500 Familien von Kriegsveteranen vor den Flammen fliehen mussten. Ein Schriftsteller, George Finley, berichtete, das die Lions’ Gate Bridge „schwankte wie ein Blatt“, dieses Phänomen sei einher gegangen mit einem „tiefen, rumpelnden Geräusch, das sich wie ein tiefes Knurren anhörte.“

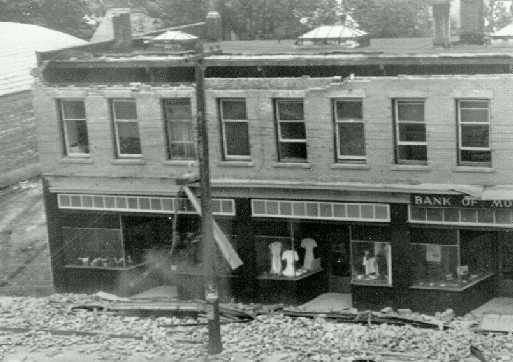
Beschädigung der Bank of Montreal in Alberni.

Das Erdbeben zerstörte 75 Prozent der Schornsteine in den Gemeinden von Cumberland, Union Bay sowie Courtenay und verursachte umfangreiche Schäden in Comox, Port Alberni, und Powell River an der Ostseite der Strait of Georgia. Auch in Victoria zerbrachen einige Schornsteine, und die Menschen in Victoria und Vancouver wurden von so einer Furcht erfasst, dass einige von ihnen auf die Straßen flohen.
Bergstürze, die durch das Erdbeben verursacht wurden, kamen auf ganz Vancouver Island vor. Bodenabsenkungen, ebenso Folgen des Erdbebens, ereigneten sich meisten entlang der Küsten der Straße von Georgia. Das schließt auch das Plateau von Deep Bay ein, das zwischen 2,7 m und 25,6 m abgesunken war. Diese Messungen wurden vom Canadian Hydrographic Service veröffentlicht. Auch wurde eine drei Meter große Bodenverschiebung auf Read Island registriert. Schiffe in der ganzen Region waren betroffen, und diejenigen, die das Erdbeben von einem Schiff aus beschrieben haben, berichteten, dass einige Schiffe auf Sandbänke aufgelaufen oder an Felsen geprallt sind. Unterirdische Stromleitungen wurden im langen und schmalen Alberni Inlet und in der Nähe der Stadt Powell River zerstört. Alle Leuchtturmwächter im umgebenden Gebiet spürten das Erdbeben und berichteten über zerbrochene Fenster und zerschlagenes Geschirr. Ein Tsunami traf die Westküste von Texada Island mit zwei Wellen: die erste hatte eine Höhe von zwei und die zweite von einem Meter. Das Erdbeben verursachte einen Erdrutsch nahe dem Mount Colonel Foster. Ein glücklicher Umstand erlaubte es den Forschern, die Auswirkungen des Erdbebens zu überprüfen: eine Reise zum Erstellen von Luftbildern hatte im Jahr 1946 kurz nach dem Erdbeben begonnen und diese Fotografien wurden schließlich von einem Geowissenschaftler in den späten 1970er Jahren untersucht.
Südlich der kanadisch-amerikanischen Grenze im Bundesstaat Washington fielen in Eastsound auf Orcas Island einige Schornsteine um und bei Port Angeles wurde eine Betonfabrik zerstört. In Seattle gab es einige Schäden in den oberen Stockwerken von hohen Gebäuden, zudem wurde eine Brücke beschädigt. Starke Schockwellen des Bebens wurden in Bellingham, Olympia, Raymond und Tacoma bemerkt. Das Erdbeben war stark genug, die Nadel am Seismographen an der University of Washington ausschlagen zu lassen, und für eine Minute war das sogar in Seattle der Fall.
Das Erdbeben verursachte eine deutliche Bewegung an den strukturellen Erdschichten. Es verschob eine 91-m-Mauer um 11 m und verschob das Fundament eines Hauses um 1,5 m. Insgesamt war in Kanada und den Vereinigten Staaten ein Gebiet von ungefähr 260.000 km² betroffen.